# دونالد ساذرلاند (سياسي)
دونالد ساذرلاند هو سياسي كندي، ولد في 8 أبريل 1863 في زورا في كندا، وتوفي في 1949 في أوتاوا في كندا. نشط حزبياً في حزب كندا المحافظ. وقد انتخب عضو مجلس الشيوخ الكندي ‏ وانتخب عضو مجلس العموم الكندي.